# Jan Nevens
Jan Nevens (Ninove, 26 d'agost de 1958) és un ciclista belga, ja retirat, que fou professional entre 1981 i 1995. El seu fill Sven també fou un ciclista professional.
El 1980, com a ciclista amateur, va prendre part als Jocs Olímpics d'estiu de Moscou. En el seu palmarès destaca una victòria d'etapa al Tour de França de 1992 i el Tour del Mediterrani de 1988.

## Palmarès
- 1980
  - 1r a la Fletxa ardenesa
- 1982
  - 1r al Premi de Nederbrakel
- 1985
  - 1r al Premi de Wavre
  - Vencedor d'una etapa del Clásico RCN
- 1986
  - Vencedor d'una etapa del Tour de Romandia
- 1987
  - 1r a la Liedekerkse Pijl
- 1988
  - 1r al Tour del Mediterrani
  - Vencedor d'una etapa de la Volta a Astúries
- 1990
  - 1r al Premi de Mere
- 1991
  - Vencedor d'una etapa de la Volta a Suïssa
  - Vencedor d'una etapa del Giro del Trentino
- 1992
  - 1r al Critèrium de Geraardsbergen
  - Vencedor d'una etapa del Tour de França
- 1994
  - 1r al Premi de Wavre

### Resultats al Tour de França
- 1981. Abandona (12a etapa)
- 1986. 51è de la classificació general
- 1987. Abandona (20a etapa)
- 1988. 61è de la classificació general
- 1989. Abandona (6a etapa)
- 1991. Abandona (17a etapa)
- 1992. 51è de la classificació general. Vencedor d'una etapa
- 1993. Fora de control (11a etapa)

### Resultats al Giro d'Itàlia
- 1983. Abandona (4a etapa)

### Resultats a la Volta a Espanya
- 1989. 78è de la classificació general